# Copa Intercontinental d'hoquei sobre patins femenina de 2025
La III Copa Intercontinental d'hoquei sobre patins de 2025, també anomenada Mundial de clubs femení, fou la tercera edició de la Copa Intercontinental. La competició se celebrà des del 2 fins al 4 de maig de 2025 a l'Estadi Aldo Cantoni de San Juan, Argentina. Hi participaren quatre equips, el Deportivo Aberastain i el Concepción Patín Club, com a campió i subcampió panamericà de 2023-24, i el Club Patí Esneca Fraga i el Club Patí Vila-sana Coop. d'Ivars, com a campió i subcampió de la Lliga de Campions de la WSE de 2023-24. La competició fou organitzada per la World Skate i es disputà en format de final a quatre.
Es proclamà campió el CP Vila-sana Coop. d'Ivars, que guanyà a la final al CP Esneca Fraga per 5 a 3. El club lleidatà aconseguí el seu segon títol oficial de la seva història, després d'aconseguir la Supercopa espanyola 2024-25.

## Competició

### Quadre de competició
|  | Semifinals            | Semifinals   |                       |   | Final | Final |
|  |                       |              |                       |   |       |       |
|  | 2 de maig 19:00 UTC-3 |              |                       |   |       |       |
|  |                       |              |                       |   |       |       |
|  | CP Esneca Fraga       | 3            |                       |   |       |       |
|  | CP Esneca Fraga       | 3            | 4 de maig 20:30 UTC-3 |   |       |       |
|  | Concepción PC         | 1            |                       |   |       |       |
|  | Concepción PC         | 1            | CP Esneca Fraga       | 3 |       |       |
|  | 2 de maig 21:30 UTC-3 |              | CP Esneca Fraga       | 3 |       |       |
|  |                       | CP Vila-sana | 5                     |   |       |       |
|  | CP Vila-sana          | CP Vila-sana | 5                     | 7 |       |       |
|  | CP Vila-sana          |              |                       | 7 |       |       |
|  | Deportivo Aberastain  | 2            |                       |   |       |       |
|  | Deportivo Aberastain  | 2            | Tercer i quart lloc   |   |       |       |
|  |                       |              |                       |   |       |       |
|  | 4 de maig 18:00 UTC-3 |              |                       |   |       |       |
|  |                       |              |                       |   |       |       |
|  | Concepción PC         | 1            |                       |   |       |       |
|  | Concepción PC         | 1            |                       |   |       |       |
|  | Deportivo Aberastain  | 3            |                       |   |       |       |

### Semifinals
A la primera semifinal, el CP Esneca Fraga derrotà al subcampió panamericà, el Concepción PC, per 3 a 1. Marcaren els gols Vinyet Flix (2) i Joana Xicota per part fragatina, i Pamela Burgoa per part argentina.
| CP Esneca Fraga           | 3‐1           | Concepción PC |
| ------------------------- | ------------- | ------------- |
| Flix 8', 38' · Xicota 47' | Estadístiques | Burgoa 48'    |

A la segona semifinal, el CP Vila-sana Coop d'Ivars guanyà amb comoditat al campió panamericà, el Deportivo Aberastain, per 7 a 2. Marcaren els gols Daiana Silva (3), Gimena Gómez (2), Victòria Porta i Luchi Agudo, per part ponentina, i Valentina Verón, per part argentina.
| CP Vila-sana Coop d'Ivars                                      | 7‐2           | Deportivo Aberastain |
| -------------------------------------------------------------- | ------------- | -------------------- |
| Silva 9', 25', 43' · Gómez 17', 36' · V. Porta 41' · Agudo 44' | Estadístiques | Veron 35', 37'       |

### Tercer i quart lloc
En el partit pel tercer i quart lloc, el Deportivo Aberastain aconseguí la medalla de bronze després de guanyar al Concepción PC per 3 a 1. Marcaren el gols Valentina Verón (2) i Mariana Pelaytay, pel Deportivo Aberastain, Catalina Quinteros, pel Concepción PC.
| Concepción PC | 1‐3           | Deportivo Aberastain               |
| ------------- | ------------- | ---------------------------------- |
| Quinteros 37' | Estadístiques | Veron 1', 9' (f.d.) · Pelaytay 30' |

### Final
El CP Esneca Fraga i el CP Vila-sana Coop d'Ivars disputaren la final de la tercera edició del Mundial de clubs femenins, reeditant la mateixa final de la Lliga de Campions de la temporada 2023-24. En un partit molt disputat, les jugadores del conjunt del Pla d'Urgell guanyaren la final per 3 a 5, amb gols de Luchi Agudo, Daiana Silva, Gimena Gómez i Victòria Porta, per part ponentina, i Adriana Gutiérrez i Adriana Soto (2), per part fragatina. El CP Vila-sana aconseguí el seu segon títol oficial de la història, el primer de caràcter internacional, i es convertí en el primer club català en guanyar la competició.
| CP Esneca Fraga               | 3‐5                  | CP Vila-sana Coop d'Ivars                                   |
| ----------------------------- | -------------------- | ----------------------------------------------------------- |
| Gutíerrez 10' · Soto 27', 46' | Estadístiques Partit | Agudo 2' · Silva 10' · Gómez 15' · V. Porta 30', 32' (f.d.) |

| CP Esneca Fraga | CP Vila-sana Coop d'Ivars |

| #               | Pos. | Nom               |     |
| --------------- | ---- | ----------------- | --- |
| 1               | POR  | Anna Ferrer       |     |
| 2               |      | Joana Xicota      |     |
| 4               |      | Teresa Payá       |     |
| 6               |      | Julieta Fernández |     |
| 7               |      | Aina Arxé         | 48' |
| 8               |      | Vinyet Flix       |     |
| 28              |      | Adriana Soto      | 32' |
| 85              |      | Adriana Gutiérrez |     |
| 87              |      | Maria Sanjurjo    |     |
| 26              | POR  | Leyre López       |     |
| Entrenador      |      |                   |     |
| Jordi Capdevila |      |                   |     |

| Campió de la Copa Intercontinental 2025 |
| --------------------------------------- |
| CP Vila-sana Coop. d'Ivars Primer títol |

| #            | Pos. | Nom            |     |
| ------------ | ---- | -------------- | --- |
| 20           | POR  | Anna Salvat    |     |
| 3            |      | Daiana Silva   | 37' |
| 7            |      | Luciana Agudo  |     |
| 8            |      | Gimena Gómez   |     |
| 9            |      | Flor Felamini  |     |
| 12           |      | Maria Porta    |     |
| 14           |      | Victòria Porta |     |
| 77           |      | Ana Horche     |     |
| 78           |      | Dana Antón     |     |
| 23           | POR  | Sandra Coelho  |     |
| Entrenador   |      |                |     |
| Lluís Rodero |      |                |     |